# 大下聡
大下 聡（おおした さとし、1953年7月3日 - ）は、日本の実業家。元株式会社バンダイナムコエンターテインメント代表取締役社長。
バンダイネットワークス株式会社代表取締役社長、株式会社バンダイナムコゲームス常務取締役、バンダイビジュアル株式会社代表取締役社長、などを歴任した。

## 来歴

### 生い立ち
1953年生まれ、山口県出身である。上京し、拓殖大学に入学する。商学部にて商学を学び、1976年に同大学を卒業した。

### バンダイ
大学を卒業した1976年に、バンダイに入社した。同社では主に玩具事業を担当し、札幌営業所長、玩具マーケティング部の部長などを歴任した。その後、コンシューマ事業本部の副部長、および、スワン事業部の部長に就任し、携帯型ゲームである「ワンダースワン」に携わった。業務執行役員に就任し、引き続きコンシューマ事業本部の副本部長とSWAN事業部の部長を務めた。このころ、ワンダースワンにインターネット接続などの通信機能を持たせるため、ニュープロパティ開発部の部長である林俊樹らとともに通信アダプタ「モバイルワンダーゲート」の開発に尽力した。さらに、執行役員としてコンシューマ事業部の部長に就任した。その後、執行役員としてスワン事業部のゼネラルマネージャーに就いた。
しかし、バンダイはネットワーク事業を分社化し、新たにバンダイネットワークスを設立することになった。バンダイネットワークスの社長には林俊樹が抜擢され、ワンダーギアの研究、開発もバンダイネットワークスに移管されることになった。その後、大下もバンダイネットワークスに移った。

### バンダイネットワークス
バンダイからバンダイネットワークスに移ると、エグゼクティブマネージャーに就任した。バンダイネットワークスは、事実上「ピピンアットマーク」事業からの撤退を目的に分社化されたとみなされていたが、社長の林俊樹がiモードに着目しモバイルコンテンツ事業に進出したことから、結果的に急成長を見せていた。しかし、林は社長を退任することになったため、大下が同社の社長に就任した。
社長に就任した大下は、堀江貴文率いるオン・ザ・エッヂと業務提携し、ヨーロッパでiモード用のモバイルコンテンツ事業を積極的に展開しようとした。また、バンダイナムコホールディングスでは取締役に就任し、ネットワーク戦略ビジネスユニットを担当することになった。2009年、バンダイネットワークスはバンダイナムコゲームスに吸収合併された。それにともない、バンダイナムコゲームスの常務取締役に就任した。

### バンダイビジュアル
前任の川城和実に代わって、バンダイビジュアルの社長に就任した。これにともない、川城は社長から副社長に降格された。

### バンダイナムコエンターテインメント
前任でバンダイナムコホールディングス社長を兼務していた石川祝男の後任として、バンダイナムコゲームスの社長に就任した。ブランド価値向上を狙ったテレビCMの大量出稿や、ゲームに縛られない企業風土に変えるべくバンダイナムコエンターテインメントへの社名変更などを手がけた。

## 略歴
- 1953年 - 山口県にて誕生。
- 1976年 - 拓殖大学商学部卒業。
- 1976年 - バンダイ入社。
- 1992年 - バンダイ玩具マーケティング部部長。
- 1999年 - バンダイコンシューマ事業本部副部長・コンシューマ事業本部スワン事業部部長]。
- 1999年 - バンダイ業務執行役員・コンシューマ事業本部副本部長・SWAN事業部部長。
- 2000年 - バンダイ執行役員・コンシューマ事業部部長。
- 2001年 - バンダイ執行役員・スワン事業部ゼネラルマネージャー
- 2002年 - バンダイネットワークスエグゼクティブマネージャー。
- 2002年 - バンダイネットワークス代表取締役社長。
- 2007年 - バンダイナムコホールディングス取締役。
- 2009年 - バンダイナムコゲームス常務取締役。
- 2010年 - バンダイビジュアル代表取締役社長。
- 2012年 - バンダイナムコゲームス（現・バンダイナムコエンターテインメント）代表取締役社長。

## 作品

### テレビアニメ
- セイクリッドセブン（2011年） - 企画
- 輪廻のラグランジェ（2012年） - 企画
- M3〜ソノ黒キ鋼〜（2014年） - 企画
- ソードアート・オンラインII（2014年） - 企画
- ハナヤマタ（2014年） - 企画
- アイドルマスター シンデレラガールズ（2015年） - 企画
- ゴッドイーター（2015年） - 企画
- 学戦都市アスタリスク（2015年） - 企画
- テイルズ オブ ゼスティリア ザ クロス（2016年） - 企画

### OVA
- .hack//Quantum（2011年） - 企画
- コイ☆セント（2011年） - 製作
- 装甲騎兵ボトムズ Case;IRVINE（2011年） - 企画
- ノラゲキ!（2011年） - 製作
- 英雄伝説 空の軌跡 THE ANIMATION（2011年） - エグゼクティブプロデューサー

### 劇場アニメ
- ブレイク ブレイド（2010年） - 企画
- とある飛空士への追憶（2011年） - 製作
- ドットハック セカイの向こうに（2012年） - 製作
- ももへの手紙（2012年） - 製作
- 劇場版 ソードアート・オンライン -オーディナル・スケール-（2017年） - 企画
- 交響詩篇エウレカセブン
ハイエボリューション1（2017年） ‐ 製作
- ANEMONE/交響詩篇エウレカセブン
ハイエボリューション（2018年）‐ 製作

### ゲーム
- Dr.スランプ（1999年） - エグゼクティブ・プロデューサー

## 関連人物
- 鎌田和樹
- 堀江貴文
- 川城和実